# イデア
イデア（希: ιδέα、idea）とは、
- プラトン哲学の根本用語。
- それ以降の哲学者たちが用いてきた哲学用語。

## 語源
「イデア」という言葉は「見る」という意味の動詞「idein」に由来していて、もともとは「見られたもの」のこと、つまりものの「姿」や「形」を意味している。

## プラトンの哲学
まず、ギリシア語の語彙体系について若干説明しておくと、ギリシア語では、見るideo系統の用語としては、ideinとeidoがあった。eido の過去形 eidon に由来する「eidos エイドス」という言葉は「形」とか「図形」という意味でごく普通に用いられる言葉であった。「イデア」も「見え姿」や「形」を意味するごく普通の日常語で、プラトン自身は「イデア」と「エイドス」を専門用語として区別して使用していたわけではなく、同義の語として使用していた。
プラトンは、イデアという言葉で、われわれの肉眼に見える形ではなく、言ってみれば「心の目」「魂の目」によって洞察される純粋な形、つまり「ものごとの真の姿」や「ものごとの原型」に言及する。プラトンのいうイデアは幾何学的な図形の完全な姿がモデルともとれる。
プラトンにおけるイデアの理解は一定しているわけではなく、書かれた時期によって変遷が見られるという。一般にプラトンのイデア論というと中期のそれを指していることが多い。

### 中期
「徳とは何か？」という問いがある。これについて「不知なる対象の探求は不可能だ」と説く立場（探求のパラドックス説）もあるが、これに対してプラトンは「学習は想起（アナムネーシス）である」との想起説によって、このパラドックス説を斥ける。想起説は、魂は不死だとする説と、輪廻転生の説と連関がある。
プラトンは次のように説明する。
つまり、真の認識とは「想起」（アナムネーシス）にほかならない、と言うのである。
想起説が導入されることでプラトンの哲学は、劇的な展開をとげ、強固な二元論の立場となった。そしてphilosophia（=愛知）とは「死の練習」なのであり、真の philosopher（愛知者）は、できるかぎりその魂を身体から分離開放し、魂が純粋に魂自体においてあるように努力する者だとした。この愛知者の魂の知の対象が「イデア」である。
イデアは、それぞれの存在が「何であるか」ということに比較して、「まさにそれであるところのそのもの」を意味する。

## 近世
イデアという語は、英語 idea, ドイツ語 Idee であるが、近世においては、プラトンとは違った近世哲学独自の解釈を与えられることになり、「アイディア」「イデー」と聞いて現代人がまず思い浮かべる用法が現れた。

## 文献
- 『哲学キーワード事典』
- 岩波『哲学・思想事典』